# Outdoor-Growing

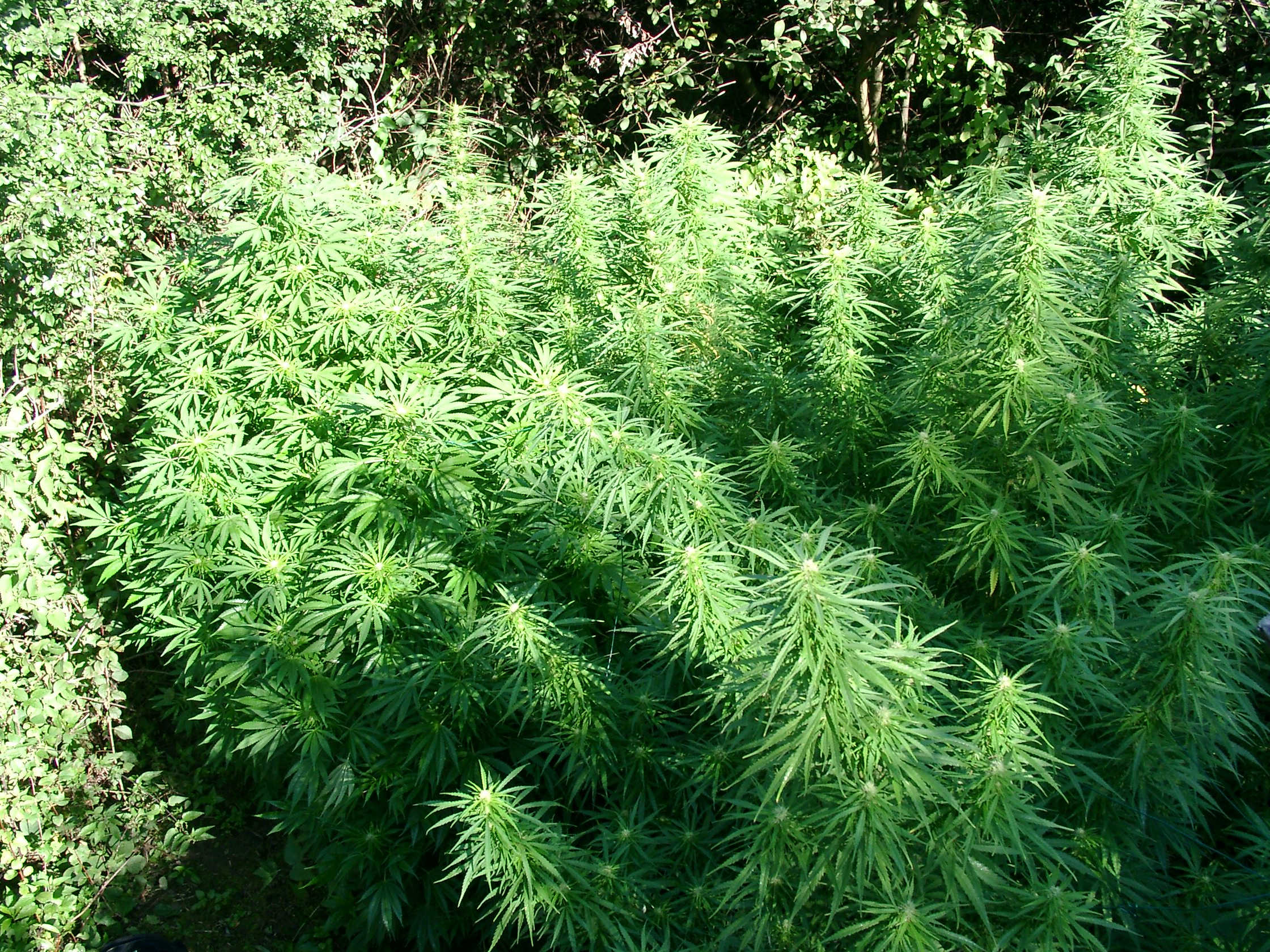
Guerillaanbau von Cannabis (frühe Blütephase)

Outdoor-Growing (auch Guerilla-Anbau oder Guerilla-Growing, vgl. Guerilla Gardening) bezeichnet den Anbau von Hanf (Cannabis) im Freiland oder auf eigenem Grund u. Boden, in der Regel zur Gewinnung von Marihuana und Haschisch. Outdoor-Growing ist in Österreich und der Schweiz illegal, insbesondere wenn damit das Ziel der Rauschmittelherstellung verbunden ist. In Deutschland muss nach CanG ein solcher Anbau vor Zugang / Zugriff durch Kinder u. Jugendliche geschützt sein – beispielsweise mittels ausreichend hoher Umzaunung.
Der Freilandanbau von Hanf im Sinne dieses Artikels ist zu unterscheiden vom bäuerlichen, legalen Anbau von Hanfsorten (Nutzhanf), die nur wenig THC enthalten – zudem entsteht mit der Teillegalisierung von Cannabis in Deutschland ein neuer Bereich des outdoor growings für deutsche Staatsbürger.

## Intentionen
Es sind prinzipiell zwei Arten des Guerillaanbaus zu unterscheiden. Einerseits der im kleinen Rahmen durchgeführte, meist der Eigenversorgung des Anbauenden dienende, der sich somit den Gefahren des Schwarzmarktes entziehen und gleichzeitig die Qualität des von ihm konsumierten Marihuanas sicherstellen kann. In den Niederlanden, Deutschland und der Schweiz werden solche zur Selbstversorgung angelegten Gärten meist toleriert, aber nicht in Österreich. Belgien und Spanien haben ebenfalls eine Art „Pflanzentoleranz-Grenze“ geschaffen, die sich am persönlichen Eigengebrauch misst.
Andererseits gibt es speziell in der Schweiz und in den Niederlanden, aber auch in Deutschland und Österreich kommerzielle Pflanzungen mit bis zu mehreren hundert Cannabispflanzen.
Angesichts steigender Schwarzmarktpreise und der teilweise schlechten Qualität des erhältlichen Marihuanas steigt die Zahl der Konsumenten, die ihre Droge selbst anbauen, ständig an. Auch gesundheitsschädliche Zusatzstoffe im Marihuana, die dazu dienen ein höheres Gewicht oder größeres Volumen vorzutäuschen, führen zu einem vermehrten Eigenanbau.
THC-Nutzer oder Verkäufer, denen Indoor-Growing wegen ihrer finanziellen Situation bzw. in Ermangelung geeigneter Räumlichkeiten nicht möglich ist, erwägen Guerillaanbau.

## Voraussetzungen
Die Grundvoraussetzung einer jeden Pflanzung ist Saatgut von hoher Qualität. Da dieses in fast allen Ländern dieser Erde legal ist, kann das Saatgut beispielsweise auf dem Postweg aus den Niederlanden, Spanien, Österreich, England oder der Schweiz bezogen werden. Ebenfalls ist ein Vorziehen mit sogenannten Stecklingen machbar, die fertig bewurzelt erworben werden können (in Growshops aus Österreich sogar legal) oder während der Vorzucht im Haus von Mutterpflanzen geschnitten werden. Die Pflanzen werden an Stellen gepflanzt, an denen sie nicht oder schwer entdeckt werden können. Bei der Wahl des Standortes werden weiterhin die Faktoren Bodenqualität, Lichteinfall und Lage des Grundwasserspiegels einbezogen. Eine Abschattung des Areals durch Bäume wird vermieden. Wie jede im Freiland gezogene Pflanze ist Hanf sowohl der Witterung als auch Einflüssen durch Wildtiere ausgesetzt, beides berücksichtigen die Anbauer. Im Schnitt wird etwa eine von vier illegalen Outdoor-Cannabispflanzungen entdeckt, in der Regel durch Zufälle. Daher bepflanzen viele Guerilla-Grower mehrere Orte gleichzeitig.

## Kultur

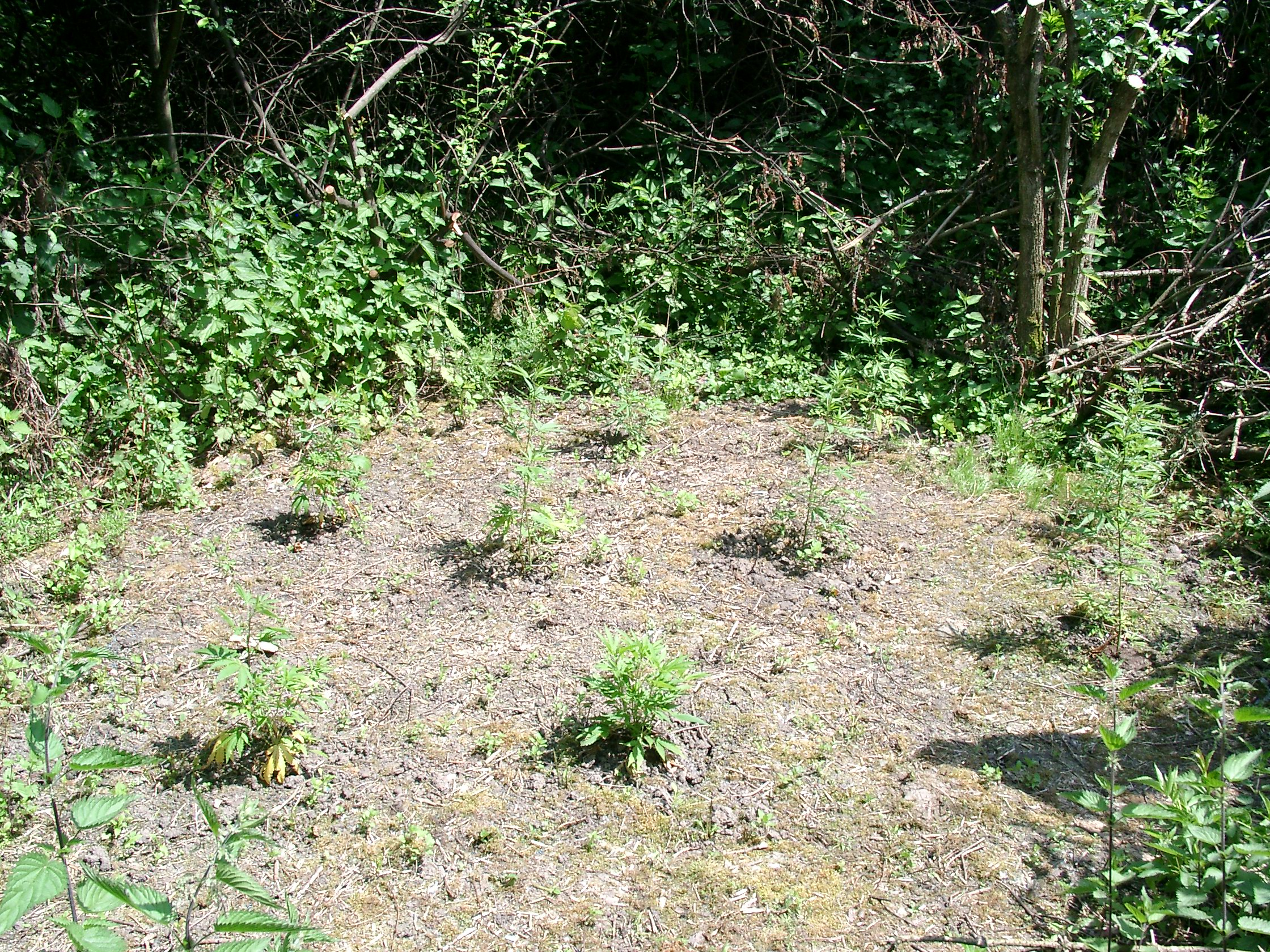
Junge Hanfpflanzen an idealem Standort

Zumeist werden schwer zugängliche Waldlichtungen, verwilderte Wiesen oder ähnlich unzugängliche, öffentliche Liegenschaften zum Guerillaanbau genutzt. Hin und wieder werden aber auch Privatgrundstücke bepflanzt, die die von den Pflanzen geforderten Gegebenheiten wie gute, lockere Böden, ständige Sonneneinstrahlung sowie die für den Pflanzenden notwendige Abgelegenheit erfüllen. Oft wird die vorhandene Erde ausgetauscht oder mit besserer Erde gemischt. Die Anbauer ziehen die Pflanzen oft zu Hause an, entweder aus Samen oder aus Stecklingen, die von ausgewählten Mutterpflanzen geschnitten werden. Wenn die Jungpflanzen stabil genug sind, um auch kalten Nächten und Windböen widerstehen zu können, werden sie, meist nach den Eisheiligen, ins Freie gesetzt. Nach dem Aussetzen wird die Pflanzung oft bis in den Herbst hinein nicht mehr betreut, außer es werden die männlichen Pflanzen ausselektiert, um zu vermeiden, dass die Befruchtung den THC-Gehalt senkt. Das Ausselektieren der männlichen Pflanze erfolgt kurz nach der Blütenbildung im Juli/August. In sehr trockenen Sommern oder an ungünstigen, trockenen Standorten wird manchmal eine regelmäßige Bewässerung durchgeführt. Die Anbauer stellen den Erntezeitpunkt durch Betrachten der Harzdrüsen (Trichome) der weiblichen Blüten (idealerweise unter dem Mikroskop) fest: Sind die Harzdrüsen milchig bis bernsteinfarben, so wird die Pflanze geerntet. In dieser Phase enthalten die Pflanzen die optimale Kombination aus hoher THC-Menge und dem für das Wirkungsprofil bedeutsamen optimalen THC/CBN-Verhältnis (CBN, das kontinuierlich durch Oxidation aus THC entsteht, macht müde und ist meist unerwünscht). Die Pflanzen werden dann von den größeren Blättern befreit, getrocknet und fermentiert und entweder als Marihuana belassen, zu Haschisch oder seltener zu Haschöl weiterverarbeitet.

### Sorten
Generell für das Outdoor-Growing geeignet sind frühblühende Sorten, da sonst im Herbst die Gefahr der Schimmelbildung besteht (durch erhöhte Feuchtigkeit, z. B. durch Nebel). Da Sorten, die eher auf Cannabis-Indica-Genen beruhen, eine kürzere Blühdauer besitzen und deutlich besser an kühles Klima angepasst sind, werden diese meist beim Outdooranbau in Mitteleuropa verwendet. Auch geeignet sind sogenannte Autoflowering-Sorten, in denen Cannabis ruderalis eingekreuzt wurde und die einen genetisch festgelegten Lebenszyklus um die drei Monate besitzen und so unabhängig vom Licht zum Blühen neigen. Nur relativ wenige Sativa-Sorten oder sativalastige Hybride beenden ihre Blüte bereits Mitte Oktober und können auch in Mitteleuropa kultiviert werden.

## Rechtliches
Der Anbau von THC-reichem Hanf ist in Österreich und der Schweiz grundsätzlich strafbar. Beim Strafmaß spielt die THC Gesamtmenge eine Rolle. In Tschechien gelten Marihuana-Mengen unter 10 Gramm beziehungsweise maximal fünf Pflanzen noch als Ordnungswidrigkeit.
Die Bepflanzung fremder Grundstücke ist eine Sachbeschädigung nach §303 des deutschen Strafgesetzbuches. Der Grundbesitzer hat Schadenersatzanspruch und muss nichts herausgeben.